# Jacques-Marie Cavaignac de Baragne
Pour les articles homonymes, voir Cavaignac.
Jacques-Marie, vicomte Cavaignac de Baragne, né à Gourdon le 11 février 1773, mort à Paris le 23 janvier 1855, est un général français de la Révolution et de l’Empire.
Il est le fils de Jean Cavaignac, maire de la ville de Gourdon et d'Anne Condamine, ainsi que le frère du conventionnel Jean-Baptiste Cavaignac et du sous-préfet Jean-Baptiste Cavaignac de Lalande.

## Biographie
Il entre au service à l'âge de 17 ans comme sous-lieutenant au régiment de Navarre Infanterie. Il fait avec distinction les campagnes de la République et de l'Empire. Il se signale surtout en 1797, au passage du Tagliamento, où Napoléon Bonaparte le nomme chef d'escadron sur le champ de bataille. Il se signale encore pendant la retraite d'Italie en 1799, sous les ordres de Moreau.
Nommé chef de brigade, il prend en 1800, le commandement du 10e régiment de dragons. Avec celui-ci, dans la division du général Macdonald, il se trouve au terrible passage du col du Splügen du 27 novembre au 6 décembre, et au passage du fleuve Garigliano les 27 et 28 décembre.
Il est blessé plusieurs fois assez dangereusement. À Austerlitz, Napoléon le nomme commandeur de la Légion d’honneur.
En 1806, il passe avec son frère le conventionnel Jean-Baptiste Cavaignac au service de Murat, roi de Naples. Ce prince voulant faire une descente en Sicile, lui confie un des trois corps de son armée. Cavaignac seul débarque, les autres étant retenus par les vents. On le rappelle ; mais le retour est difficile, les Siciliens le cernent par terre et les Anglais par mer. Cavaignac y parvient cependant en passant sous le feu de l’ennemi, et à la vue des deux armées, il descend sur les côtes de la Calabre sans avoir perdu un seul bâtiment. Le roi de Naples l’embrasse en le félicitant et le désigne comme premier aide de camp.
Après les événements de 1812, il quitte Naples avec son frère et rentre à la Grande Armée comme général de brigade. À Moscou, il commande la cavalerie du XIe corps et protège la retraite de Russie, et s’enferme dans la place de Dantzig avec les 1 800 hommes qui lui restent.
Après la capitulation qui est violée, Cavaignac est envoyé prisonnier à Kiev, d'où il envoie sa soumission à Louis XVIII. Il est nommé lieutenant-général le 21 octobre 1814, baron Cavaignac de Baragne le 14 août 1818, puis commandeur de Saint-Louis et vicomte Cavaignac de Baragne le 11 janvier 1823.
Le général Cavaignac se rallie également aux Bourbons de la branche cadette. Il est nommé inspecteur de cavalerie en 1831, grand officier de la Légion d'honneur et Pair de France le 29 avril 1833, puis Grand-croix de la Légion d'honneur en 1847.
Marié avec Jeanne d'Auriol.
Les papiers personnels de Jacques-Marie Cavaignac de Baragne sont conservés aux Archives nationales sous la cote 180AP

## Décorations
- Légionnaire le 11 décembre 1803[4]
- Officier de la Légion d'honneur le 14 juin 1804[4]
- Commandant de la Légion d'honneur le 25 décembre 1805[4]
- Grand officier de la Légion d'honneur le 29 avril 1833[4]
- Grand-croix de l’ordre de la Légion d'honneur le 7 octobre 1847[4]

## Hommage

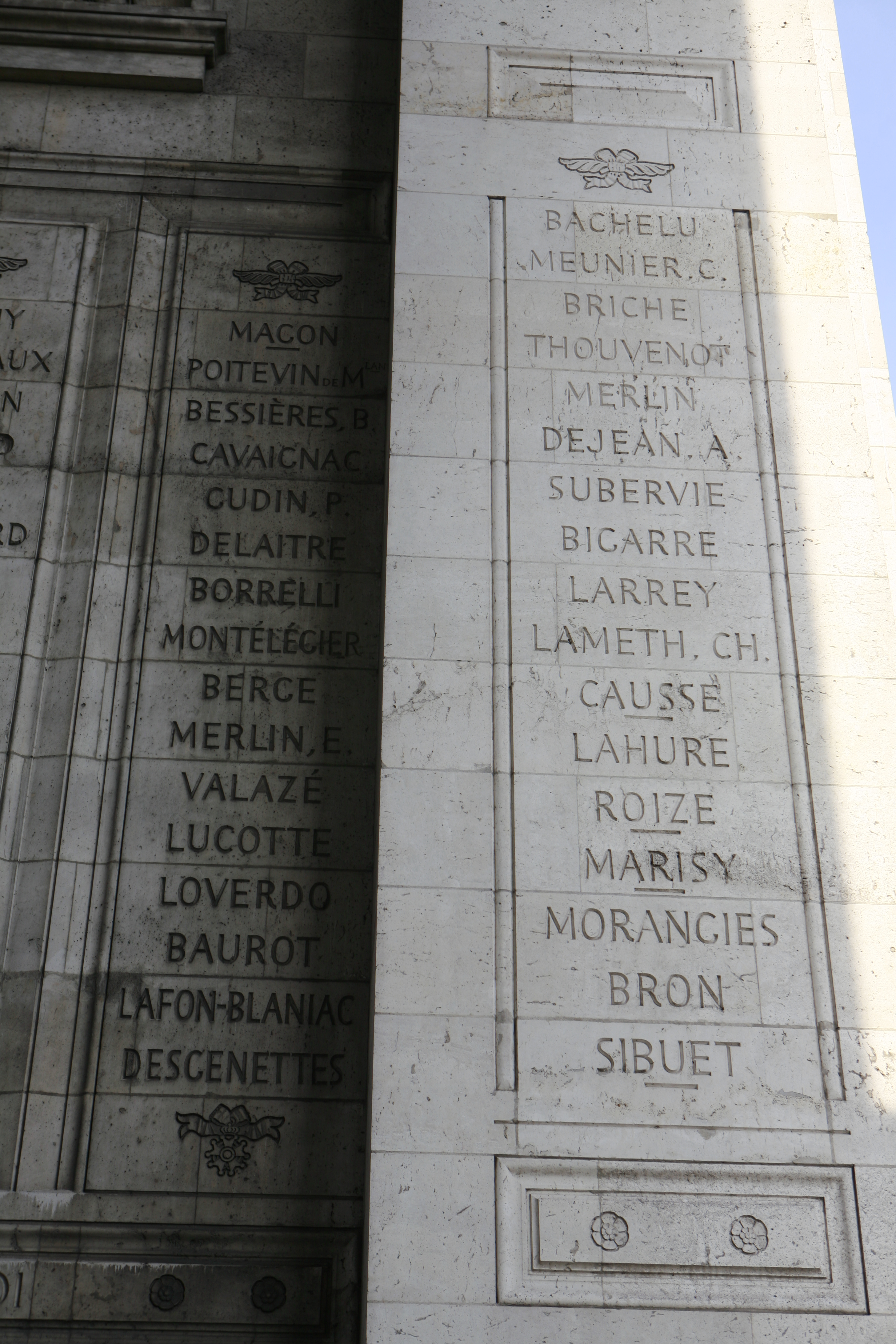
(à gauche) (CAVAIGNAC figure à la 4e ligne) et (à droite), numérotation des colonnes tous piliers confondus.

- Son nom figure sur l’Arc de triomphe de l’Étoile, sur le pilier sud (8e colonne, 4e ligne).

## Source
- « Jacques-Marie Cavaignac de Baragne », dans Charles Mullié, Biographie des célébrités militaires des armées de terre et de mer de 1789 à 1850, 1852 [détail de l’édition]

Pour approfondir
- « Cavaignac (Jacques-Marie, vicomte de) », dans Adolphe Robert et Gaston Cougny, Dictionnaire des parlementaires français, Edgar Bourloton, 1889-1891 [détail de l’édition] lire en ligne ;
- William Duckett, Dictionnaire de la conversation et de la lecture : inventaire raisonné des notions générales les plus indispensables à tous, vol. 4, Firmin Didot, 1868, 2e éd. (lire en ligne) ;
- Georges Six, Dictionnaire biographique des généraux et amiraux de la Révolution et de l'Empire (1792-1814), 2 vol., Paris, Saffroy, 1934;
- « Cote LH/453/103 », base Léonore, ministère français de la Culture